# Jean-Adam Seupel
Pour les articles homonymes, voir Seupel.
Jean-Adam Seupel (Johann-Adam Seupel) est un peintre et graveur en taille douce autodidacte strasbourgeois, né à Strasbourg le 26 août 1662, et mort dans la même ville le 4 février 1717.

## Biographie

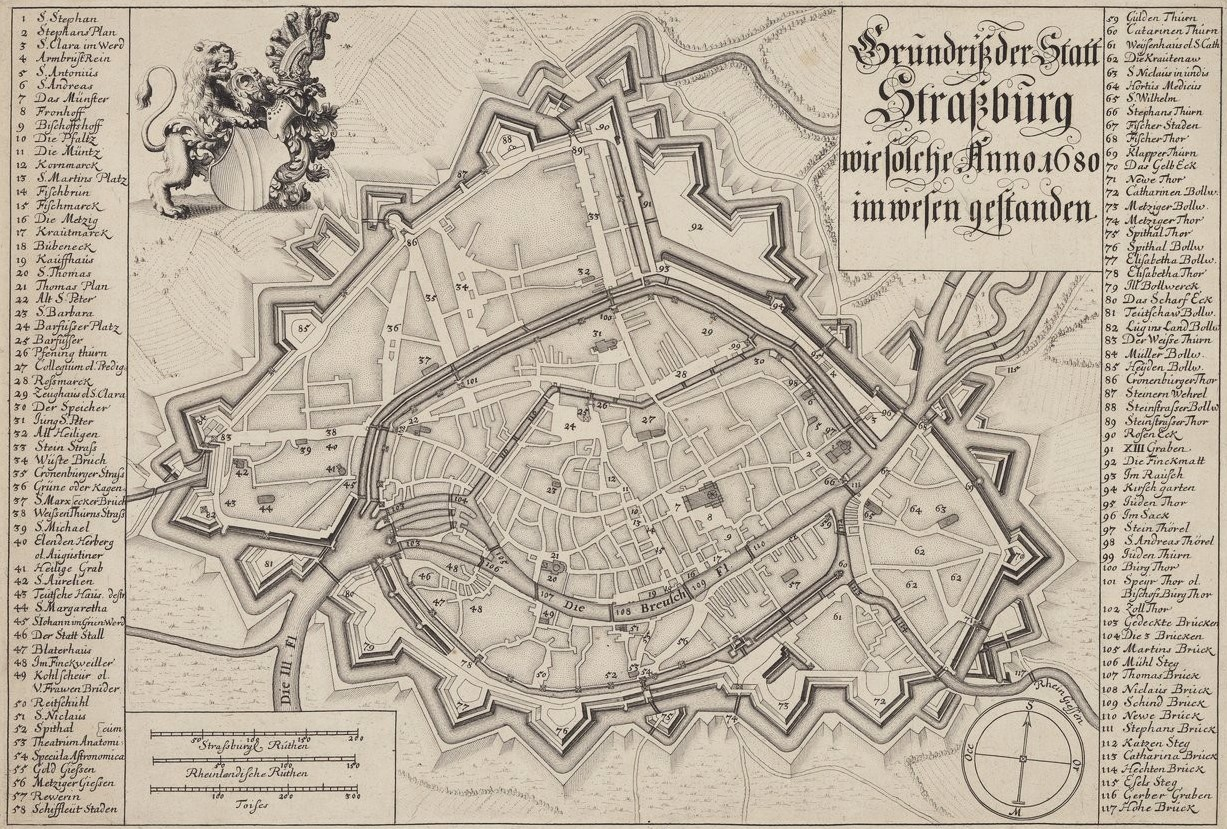
Plan de Strasbourg en 1680 dessiné par Schoepflin gravé par Seupel et publié par Josias Städel, en 1698

Jean-Adam Seupel est le fils de Johann-Jacob Seupel, orfèvre strasbourgeois, reçu maître en 1643. Il a eu pour modèle les grands graveurs français comme Robert Nanteuil et Gérard Edelinck.
Jean-Adam Seupel était de constitution délicate et ne semble pas avoir quitté Strasbourg. Il peut être considéré comme un autodidacte. Son style marque une époque nouvelle, fort différent de la gravure alsacienne. Il commence en 1677 par un Specimen artis chalcographicæ en six planches.
Jean-Adam Seupel est connu essentiellement pour ses gravures. Il a réalisé plus de 50 portraits gravés qui représentent le plus souvent les hommes qui ont joué un rôle important au début de la période française :
- Noël Bouton marquis de Chamilly, lieutenant général des armées du roi, gouverneur de Strasbourg (1694),
- Guillaume-Egon de Fürstenberg, évêque de Strasbourg,
- Jacques Tarade, ingénieur militaire, directeurs des fortifications de l'Alsace,
- Daniel Richshoffer, notable strasbourgeois qui a négocié la reddition de la ville avec Louvois,
- Ulrich Obrecht, prêteur royal,
- Léopold-Louis, comte de Palatinat-Veldenz (1692),
- Joh. Henricus Boeckerus,
- Johann Leonhard Fröreisen,
- Louis XIIII, roy de France,
- Sebastian Schmidt,
- Iohannes Iacobus Wagner,
- Ioh. Theob. Heinrici,
- Johann Jonas von Mylius,
- François Reiseissen (1631-1710), plusieurs fois ammestre,
- Friedrich Binder,
- Johannes Rebhanius,
- Huldericus ab Eyben (Hulderich von Eyben),
- Josias Staedel, imprimeur.

Il a aussi gravé des plans et des vues de sa ville natale, en particulier une belle façade de sa cathédrale. Il a exécuté des illustrations pour les Chroniques de Koenigshoven éditée par Schilter, en 1698,, une pompe funèbre de la comtesse de Hanau-Lichtenberg.